# Piczuga
Piczuga (ros. Пичуга) – wieś w Rosji, w obwodzie wołgogradzkim, w rejonie dubowskim. W 2010 liczyła 1349 mieszkańców.